# Episodi di APB - A tutte le unità
La prima e unica stagione della serie televisiva APB, composta da 12 episodi, è stata trasmessa negli Stati Uniti per la prima volta dall'emittente Fox dal 6 febbraio al 24 aprile 2017.
In Italia, la prima ed unica stagione è andata in onda in prima visione su Fox dal 28 marzo al 13 giugno 2017. In chiaro, verrà trasmessa dal 28 luglio 2018 su Rai 4.
| nº | Titolo originale     | Titolo italiano           | Prima TV USA     | Prima TV Italia |
| -- | -------------------- | ------------------------- | ---------------- | --------------- |
| 1  | Hard Reset           | Riazzerare                | 6 febbraio 2017  | 28 marzo 2017   |
| 2  | Personal Matters     | Questioni personali       | 13 febbraio 2017 | 4 aprile 2017   |
| 3  | Hate of Comrades     | Un'amara giustizia        | 20 febbraio 2017 | 11 aprile 2017  |
| 4  | Signal Loss          | Perdita di segnale        | 27 febbraio 2017 | 18 aprile 2017  |
| 5  | Above & Beyond       | Hi-Town                   | 6 marzo 2017     | 25 aprile 2017  |
| 6  | Daddy's Home         | Bentornato, papà          | 13 marzo 2017    | 2 maggio 2017   |
| 7  | Risky Business       | Affari rischiosi          | 20 marzo 2017    | 9 maggio 2017   |
| 8  | Fueling Fires        | Fuochi e fiamme           | 27 marzo 2017    | 16 maggio 2017  |
| 9  | Last Train to Europa | Gideon sotto scacco       | 3 aprile 2017    | 23 maggio 2017  |
| 10 | Strange Bedfellows   | Collaborazione strategica | 10 aprile 2017   | 30 maggio 2017  |
| 11 | Pandora's Box        | Il vaso di Pandora        | 17 aprile 2017   | 6 giugno 2017   |
| 12 | Ricochet             | La fine del 13º distretto | 24 aprile 2017   | 13 giugno 2017  |

## Riazzerare
- Titolo originale: Hard Reset
- Diretto da: Len Wiseman
- Scritto da: David Slack e Matt Nix

### Trama
Dopo aver assistito all'omicidio di un suo collega e amico, un noto miliardario Gideon Reeves della Reeves Industries si accorda con il sindaco per ottenere alla polizia di Chicago e aggiornarlo con l'ultima tecnologia della sua azienda, in particolare creando l'APB app che consente ai cittadini di allertare immediatamente la polizia in caso di reato, auto antiproiettile e armi migliorate, proponendosi con l'aiuto dell'agente di polizia Theresa Murphy di rendere giustizia al suo amico.

## Questioni personali
- Titolo originale: Personal Matters
- Diretto da: Duan Clark
- Scritto da: Trey Callaway e Matt Nix

### Trama
Murphy, appena promossa detective ottiene il suo primo caso insieme a Gideon su una rapina in una farmacia dove viene ferita una ragazza. Gideon modifica le moto della polizia per andare più veloci per superare e catturare il ladro, nonché un pilota di auto da corsa. La Murphy scopre che il capo della task force del sindaco è il suo ex marito che ha intenzione di rovinare i piani di Gideon per il 13º distretto.

## Un'amara giustizia
- Titolo originale: Hate of Comrades
- Diretto da: Oz Scott
- Scritto da: Tom Camerino

### Trama
Il 13º distretto risponde ad una chiamata dell'amico di Murphy, un poliziotto in pensione diventato guardia di sicurezza che ha utilizzato l'app APB prima di essere ucciso durante una rapina in gioielleria. Gideon ridisegna una sedia che utilizza sensori di feedback biometrici per misurare i livelli di stress e lo testa nella stanza degli interrogatori.

## Perdita di segnale
- Titolo originale: Signal Loss
- Diretto da: Ami Canaan Mann
- Scritto da: Krystal Houghton Ziv

### Trama
Quando Brandt va sotto copertura per catturare un trafficante di armi che fornisce proiettili perforanti alla comunità di spacciatori, sorgendo un problema su come ottenere un filo dell'incontro. Gideon propone di utilizzare un materiale incorporato con un cablaggio sottile per fabbricare una giacca, rendendo così l'intera giacca un trasmettitore. Nel frattempo, l'ex marito di Murphy, Scott, interroga l'agente Reyes, che è stato ferito durante uno dei primi giorni di Gideon.

## Hi-Town
- Titolo originale: Above & Beyond
- Diretto da: John Putch
- Scritto da: Christal Henry

### Trama
Un collega laureato del MIT fa di tutto per ottenere un incontro con Gideon, sperando che lui e gli ufficiali del 13º distretto possono catturare molti spacciatori di droga che hanno rovinato sua figlia. Nel frattempo, Scott intensifica le sue indagini sulle procedure imprecise utilizzate da Gideon e dal 13º distretto.

## Bentornato, papà
- Titolo originale: Daddy's Home
- Diretto da: Darnell Martin
- Scritto da: Ingrid Escajeda

### Trama
Il padre di Gideon si mette nei guai con un boss mafioso e si rivolge a suo figlio per chiedere aiuto in cambio dell'aiuto del 13º distretto, mentre Brandt e Goss danno la caccia ad un ladro d'auto.

## Affari pericolosi
- Titolo originale: Risky Business
- Diretto da: Craig Siebels
- Scritto da: Carly Sotteras

### Trama
Gideon è il relatore principale al Windy City Tech Summit, dove è stato affiancato da Lauren, CEO di Reeves Industries. Mentre Lauren è preoccupata che il 13º distretto sia solo un altro dei costosi hobby di Gideon, emergono prove che Gideon potrebbe essere in pericolo. Mentre Brandt e Goss hanno a che fare con un giovane suicida, entrambi divulgando segreti per salvarlo.

## Fuochi e fiamme
- Titolo originale: Fueling Fires
- Diretto da: Eriq La Salle
- Scritto da: Trey Callaway e Nick Hawthorne

### Trama
Lauren presenta a Gideon l'idea di APB Prime, un sistema di sicurezza che possono vendere al pubblico più ampio, un'idea che Lauren voleva che Gideon presentasse più tardi durante l'assemblea degli azionisti. Nel frattempo, Gideon e Murphy indagano su una serie di incendi dolosi che sembrano essere collegati a guerre tra bande che si rivelano essere qualcosa di diverso.

## Gideon sotto scacco
- Titolo originale: Last Train to Europa
- Diretto da: Matt Earl Beesley
- Scritto da: Matt Pitts

### Trama
Un agente dell'FBI cerca l'aiuto di Murphy quando scopre che la vita del suo informatore potrebbe essere in pericolo, e Gideon non solo assiste Murphy con le indagini. 

## Collaborazione strategica
- Titolo originale: Strange Bedfellows
- Diretto da: Jeffrey Hunt
- Scritto da: Mo Masi

### Trama
Gideon e Murphy sono sulle tracce di uno stupratore seriale, e dopo che la nuova tecnologia di Gideon non si è rivelata utile per il caso, la squadra è costretta a rivolgersi a un alleato inaspettato per chiedere aiuto.

## Il vaso di Pandora
- Titolo originale: Pandora's Box
- Diretto da: Duane Clark
- Scritto da: Matt Nix e Jorge Rivera

### Trama
La vita di Gideon è minacciata, e poco dopo lo trovano, nascondendosi insieme a Marphy nel suo laboratorio segreto, dove rimangono intrappolati. 

## La fine del 13º distretto
- Titolo originale: Ricochet
- Diretto da: Duane Clark
- Scritto da: Trey Callaway e Matt Nix

### Trama
Quando Gideon viene accusato dei recenti attacchi terroristici, lui e Conrad lavorano rapidamente per rintracciare il vero colpevole. Però Gideon si trova in una situazione difficile, quando Danny continua a usare le sue capacità tecnologiche per sconvolgere la città.